# Hogna truculenta
Hogna truculenta là một loài nhện trong họ Lycosidae.
Loài này thuộc chi Hogna. Hogna truculenta được Octavius Pickard-Cambridge miêu tả năm 1876.